# Ambystoma macrodactylum
La salamandra de dedos largos (Ambystoma macrodactylum) es una especie de salamandra de la familia Ambystomatidae. Esta especie, mide entre 4 y 9 cm de largo de adulta, se caracteriza por su pigmentación moteada de color negro, marrón y amarillo, y su cuarto dedo largo y externo en las extremidades posteriores. El análisis de los registros fósiles, la genética y la biogeografía sugieren que A. macrodactylum y A. laterale descienden de un antepasado común que obtuvo acceso a la Cordillera occidental con la pérdida de la vía marítima medio continental hacia el Paleoceno.
La salamandra de dedos largos se encuentra principalmente en el noroeste del Pacífico, con un rango altitudinal de hasta 2800 m. Vive en una variedad de hábitats, incluyendo bosques templados lluviosos, bosques de coníferas, zonas ribereñas montanas, llanuras de artemisa, bosques de abetos rojos, artemisa semiárida, llanuras de hierba de pasto y prados alpinos a lo largo de las costas rocosas de los lagos de montaña. Vive en arroyos, estanques y lagos de movimiento lento durante su fase de reproducción acuática. La salamandra de dedos largos hiberna durante los fríos meses de invierno, sobreviviendo en las reservas de energía almacenadas en la piel y la cola.
Las cinco subespecies tienen historias genéticas y ecológicas diferentes, expresadas fenotípicamente en una gama de colores y patrones de piel. Aunque la salamandra de dedos largos está clasificada como una especie de preocupación menor por la UICN, muchas formas de desarrollo de la Tierra amenazan y afectan negativamente el hábitat de la salamandra.

## Descripción
El cuerpo de la salamandra de dedos largos es de color negro oscuro con una franja dorsal de color tostado, amarillo o verde oliva. Esta tira también se puede dividir en una serie de puntos. Los costados del cuerpo pueden tener finas manchas blancas o azul pálido. El vientre es de color marrón oscuro u hollín con manchas blancas. Los tubérculos de raíz están presentes, pero no están tan desarrollados como otras especies, como la salamandra tigre.
Los huevos de esta especie se parecen a los de sus parientes la salamandra del noroeste (A. gracile) y la salamandra tigre (A. tigrinum). Al igual que en muchos anfibios, los huevos de la salamandra de dedos largos están rodeados por una cápsula gelatinosa. Esta cápsula es transparente, lo que hace que el embrión sea visible durante el desarrollo.  A diferencia de los huevos de A. gracile, no hay signos visibles de algas verdes, lo que hace que las gelatinas sean de color verde. Cuando está en su huevo, el embrión de salamandra de dedos largos es más oscuro en la parte superior y más blanco en la parte inferior en comparación con un embrión de salamandra tigre que es de color marrón claro a gris en la parte superior y de color crema en la parte inferior. Los huevos miden aproximadamente 2 mm o más de diámetro con una gruesa capa exterior de gelatina. Antes de la eclosión, tanto en el huevo como en las larvas del recién nacido, tienen equilibradores, que son protuberancias finas de la piel que sobresalen por los lados y sostienen la cabeza. Los equilibradores finalmente se caen y sus branquias externas se hacen más grandes. Una vez que se pierden los equilibradores, las larvas se distinguen por la forma puntiaguda de las branquias. A medida que las larvas maduran y se metamorfosean, sus miembros con dígitos se vuelven visibles y las branquias se reabsorben.
La piel de la larva está moteada con pigmentación negra, marrón y amarilla. El color de la piel cambia a medida que se desarrollan las larvas y las células pigmentarias migran y se concentran en diferentes partes del cuerpo. Las células pigmentarias, llamadas cromatóforos, se derivan de la cresta neural. Los tres tipos de cromatóforos pigmentarios en las salamandras incluyen xantóforos amarillos, melanóforos negros e iridióforos (o guanóforos) plateados. A medida que las larvas maduran, los melanóforos se concentran a lo largo del cuerpo y proporcionan el fondo más oscuro. Los xantóforos amarillos se disponen a lo largo de la columna vertebral y en la parte superior de las extremidades. El resto del cuerpo está salpicado de iridióforos reflectantes a lo largo de los lados y debajo.
A medida que las larvas se metamorfosean, desarrollan dígitos a partir de las protuberancias de las yemas de sus extremidades. Una salamandra de dedos largos completamente metamorfoseada tiene cuatro dígitos en las extremidades delanteras y cinco dígitos en las extremidades posteriores. Su cabeza es más larga que ancha, y el cuarto dedo largo exterior de la extremidad posterior de las larvas maduras y los adultos distingue a esta especie de otras y también es el origen etimológico de su epíteto específico: macrodactylum (en griego macros = 'largos' y daktylos = 'dedo de la pata' ). La piel adulta tiene un fondo marrón oscuro, gris oscuro a negro con una franja manchada amarilla, verde o roja opaca con puntos y manchas a lo largo de los lados. Debajo de las extremidades, la cabeza y el cuerpo, la salamandra es blanca, rosada a marrón con manchas más grandes de color blanco y manchas más pequeñas de color amarillo. Los adultos miden de 4 a 8 cm de largo.